# Chełmno
Chełmno ([cheumno] česky zřídka Chlumno, německy Culm, Kulm, latinsky Culm) je polské okresní město v kujavsko-pomořském vojvodství na dolním toku řeky Visly u soutoku s řekou Frybou. Historické centrum Chełmna leží na vysokém svahu, asi 1,5 km od Visly.

## Dějiny
Chełmno bylo už od raného středověku hradiště ležící na prastaré cestě spojující hradiště lužické kultury.
V 11.–12. století Chełmno plnilo funkci zeměpanského hradu a nacházelo se v hranicích Piastovského Polska. V roce 1233 obdrželo městská práva, obnovená po požáru v roce 1251, která se stala vzorem lokace pro dalších asi 200 měst východopomořských a mazovských. V této době bylo město známo pod německým jménem Kulm (latinsky Culm). V polovině 13. století bylo město přeneseno na současné místo a začal největší rozvoj města, které vstoupilo do Hanzy, nezískalo však tak velký význam jako Toruň. V roce 1466 bylo Chełmno a jeho okolí opět v hranicích Koruny polského království. V 18. století zaznamenalo Chełmno úpadek, v roce 1772, po prvním dělení Polska, se dostalo do pruského záboru, od roku 1806 bylo ve Varšavském knížectví, od roku 1815 v Prusku (Velkoknížectví Poznaňské), a od roku 1817 v Západním Prusku. Poté, co Polsko znovu získalo nezávislost, Chełmno se ocitlo v jeho hranicích v roce 1919. V letech 1939–1945 bylo Chełmno okupováno nacistickým Německem, v roce 1945 bylo dobyto Rudou armádou a vráceno Polsku.

## Památky
V Chełmnu se dochovalo pět ze sedmi kdysi existujících gotických kostelů, takřka nenarušené urbanistické uspořádání a téměř celé městské hradby, renesanční radnice a řada domů z 18. až 19. století.
Urbanistické uspořádání pochází patrně z období druhé lokace po roce 1251.
- Farní kostel Nanebevzetí Panny Marie na jižní straně rynku, vybudován zřejmě v dvou fázích v letech 1280–1320
- Renesanční radnice přestavěná z gotické (13. století) v letech 1567–72 a 1584–96, s atikou, jedna z nejvýznamnějších renesančních památek v severním Polsku
- Kostel sv. Jakuba a sv. Mikuláše, trojlodní s obdélníkovým presbyteriem, postavený od konce 13. století do první čtvrti 14. století
- Kostel svatých apoštolů Petra a Pavla, gotický, původně dvojlodní, ve 14. století přestavěný na trojlodní (s velmi úzkou severní lodí), následně barokizován v 18. století. V původní podobě se zachovalo presbyterium.
- Klášterní komplex Milosrdných sester, dříve cisterciánek, později benediktýnek: kostel svatých Jana Křtitele a Evangelisty s bohatou vnitřní výzdobou z přelomu 16. a 17. století; klášter budovaný od třetí čtvrtiny 13. století do čtvrtiny století 14., přebudován na přelomu 16. a 17. století a v novogotickém stylu v 19. a 20. století, k nejstarším částem patří tzv. Mestwinova věž, zřejmě bývalá křižácká strážnice z první poloviny 13. století; v areálu kláštera se nachází rovněž bývalá Merseburská brána
- Kostel svatého Ducha z let 1280–1290, zděný s dřevěnou klenbou, původně špitální kostel
- Kaple sv. Martina
- Grudziądzská brána z konce 13. století s přistavěnou kaplí (tzv. kaple Na Brance) ze 17. století
- Budova Akademie, barokní stavba přestavěná v 19. století
- Bývalá pošta z poslední čtvrtiny 17. století, přebudovaná v polovině 19. století a v roce 1911
- Mýtnice v klasicistním slohu přibližně z roku 1810
- Zbrojnice z roku 1811, přestavěna v roce 1885
- Dům Cywińských, gotický z 2. poloviny 13. století, přestavěn v roce 1570, později ve stylu klasicistním s renesanční sochařskou výzdobou
- Bývalá kasárna kadetů z roku 1776
- Staré sýpky, mj. na ulici Podmurna z přelomu 18. a 19. století
- Téměř kompletní obvod městských hradeb s baštami

### Galerie

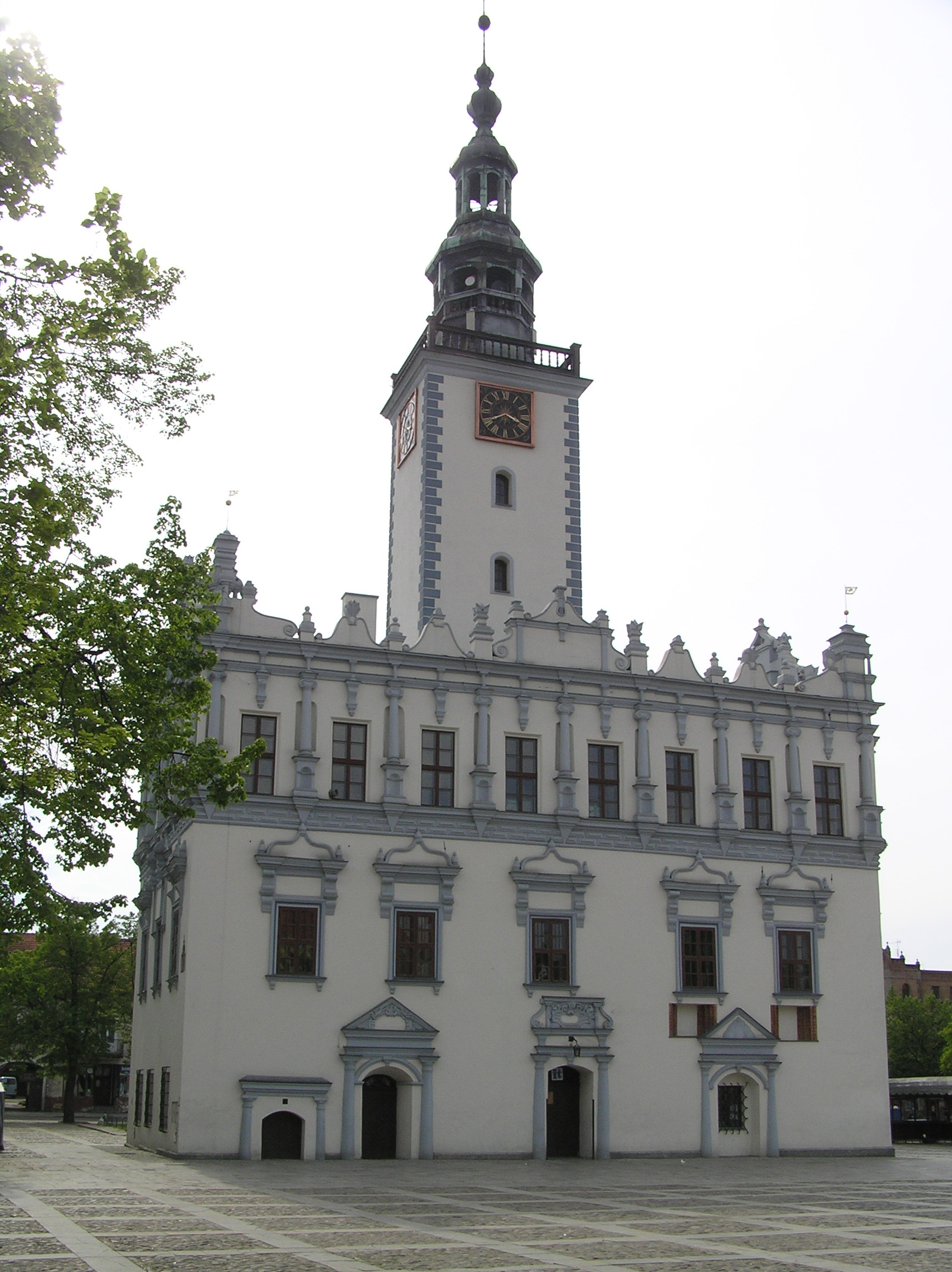
Radnice
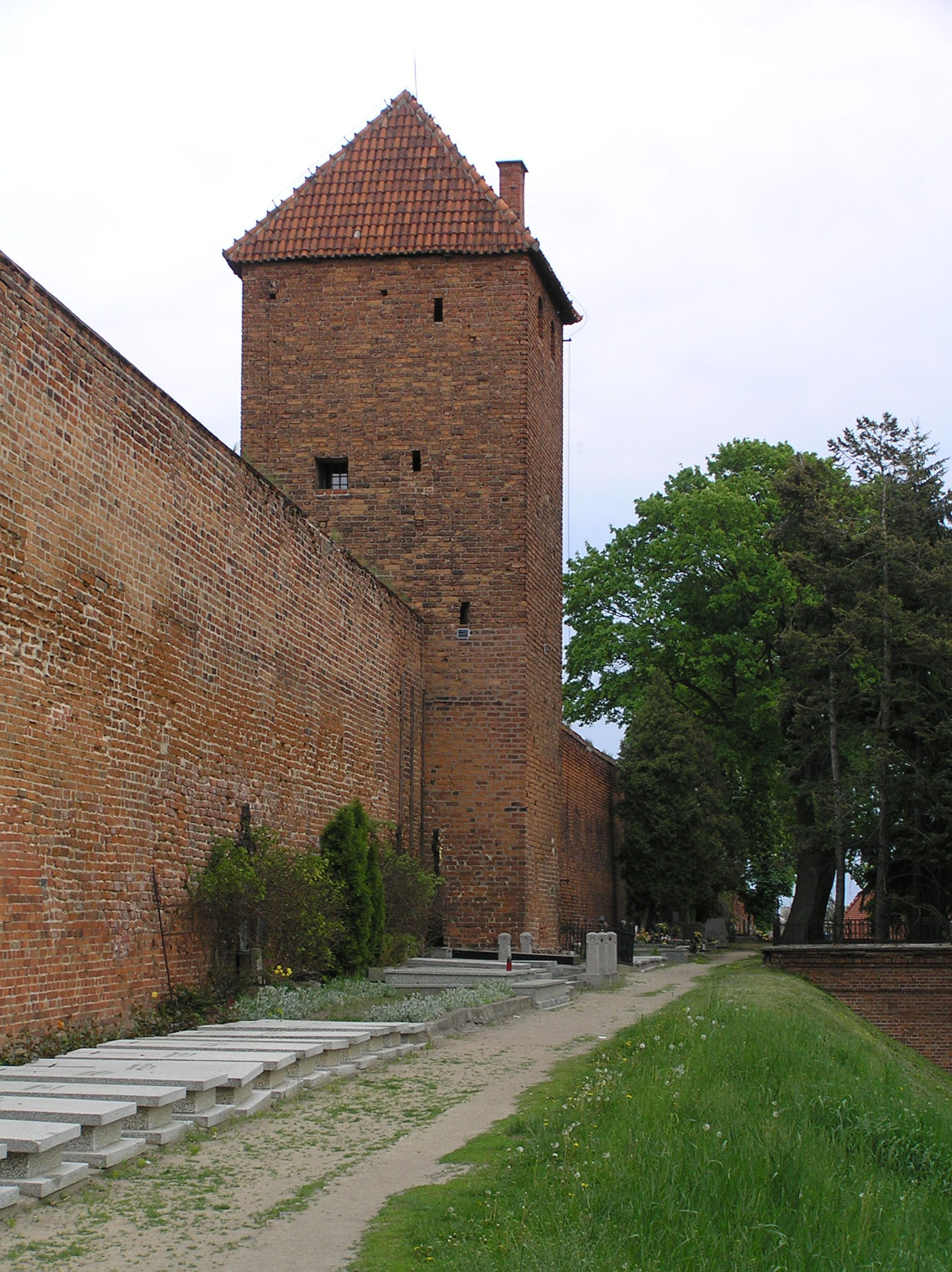
Prašná věž
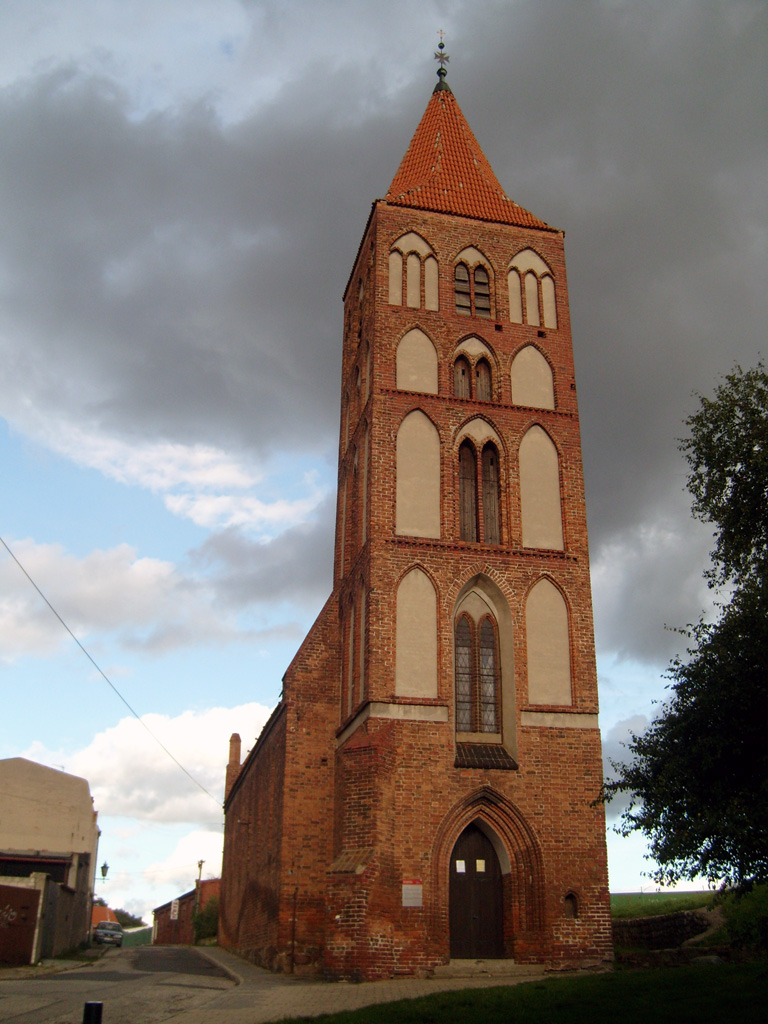
Kostel svatého Ducha